# Ceroplesis minuta
Ceroplesis minuta är en skalbaggsart som beskrevs av Jordan 1894. Ceroplesis minuta ingår i släktet Ceroplesis och familjen långhorningar. Inga underarter finns listade i Catalogue of Life.